# Амброаз Паре
Амброаз Паре (на френски: Ambroise Paré; 1510 – 1590) е френски хирург.
Бил е хирург на крал Анри II, Франсоа II, Шарл IX и на Анри III. Автор е на многобройни научни съчинения. Въвежда артериалните лигатури.

## Биография
Роден е през 1510 г. близо до град Лавал в Шампан, Северозападна Франция.
- 1523 г. – стажува при Виало (Vialot), главен бръснар-хирург на Витър (Vitre)
- 1531 г. – стажува при бръснар-хирург в Париж
- 1533 – 1535 г. – вътрешен студент по хирургия в болницата „Божи дом“ (Hôtel-Dieu), където учи анатомия чрез дисекция
- 1535 г. – започва медицинската си практика в Париж като бръснар-хирург
- 1536 – 1538 г. – хирург на военна служба при Дук дьо Монтежан
- 1538 – 1542, 1552 – 1590 г. – практикува в Париж
- 1541 г. – лицензиран като майстор бръснар-хирург
- 1544 г. – издържа изпит пред Колегията на хирурзите в качеството на бакалавър по хирургия и получава диплома за заклет хирург
- 1545 г. – публикува първия си труд „Метод за лечение на раните, причинени от аркебузи и други огнестрелни оръжия“ („La Methode de traicter les playes faites par les arquebuses et aultres bastons a feu“), където подчертава, че огнестрелните рани не са отровни сами по себе си и не се нуждаят от обгаряне при първичната им обработка; това произведение му донася мигновена популярност

Амброаз Паре почива на 22 декември 1590 г.